# Hrvatski nogometni kup 1992./93.

## 1/16 finala
|                                                | 22. – 23. rujan | 6. – 7. listopad |
| ---------------------------------------------- | --------------- | ---------------- |
| Čelik Križevci – Šibenik                       | 0:0             | 0:3              |
| Hajduk Split – Split                           | 0:3             | 4:0              |
| Primorac Biograd na Moru – Kraljevica          | 2:1             | 1:2              |
| Rudeš Zagreb – HAŠK Građanski Zagreb           | 0:1             | 0:13             |
| Croatia Bogdanovci – Slavonija Požega          | 2:0             | 0:4              |
| Marsonia Slavonski Brod – Mladost Pounje Zabok | 4:0             | 4:0              |
| Neretva Metković – Dubrovnik                   | 0:0             | 0:2              |
| Varteks Varaždin – Graničar Županja            | 2:0             | 0:2 (4:3 11 m)   |
| Rijeka – Segesta Sisak                         | 2:2             | 2:1              |
| Istra Pula – Orebić                            | 3:0             | 1:1              |
| Špansko Zagreb – Trešnjevka Zagreb             | 2:3             | 1:5              |
| Zadar – Baranja Osijek                         | 7:0             | 1:2              |
| Orijent Rijeka – Osijek                        | 0:3             | 1:2              |
| Čakovec Patrick – Zagreb                       | 1:1             | 1:4              |
| Cibalia Vinkovci – Podravina Ludbreg           | 10:1            | 4:1              |
| Uljanik Pula – Inker Zaprešić                  | 0:1             | 0:3              |

## 1/8 finala
|                            | 17. – 18. studeni | 5. – 6. prosinac |
| -------------------------- | ----------------- | ---------------- |
| Slavonija – HAŠK Građanski | 2:5               | 0:11             |
| Varteks – Rijeka           | 2:0               | 0:1              |
| Cibalia – Inker            | 1:1               | 0:0              |
| Šibenik – Zagreb           | 3:2               | 1:1              |
| Istra – Osijek             | 0:0               | 0:6              |
| Zadar – Trešnjevka         | 4:0               | 0:2              |
| Marsonia – Dubrovnik       | 1:3               | 2:3              |
| Hajduk Split – Kraljevica  | 1:0               | 4:0              |

## 1/4 finala
|                          | 24. – 31. ožujak | 6. – 7. travanj |
| ------------------------ | ---------------- | --------------- |
| Dubrovnik – Inker        | 1:1              | 0:1             |
| Šibenik – Zadar          | 1:1              | 1:2             |
| Hajduk Split – Osijek    | 2:0              | 3:0             |
| Varteks – Croatia Zagreb | 1:2              | 0:1             |

## 1/2 finale
|                        | 21.travanj | 5.svibanj |
| ---------------------- | ---------- | --------- |
| Croatia Zagreb – Inker | 2:1        | 1:1       |
| Hajduk Split – Zadar   | 2:0        | 2:2       |

## Finale
|                               | 19. svibanj | 2. lipanj |
| ----------------------------- | ----------- | --------- |
| Hajduk Split – Croatia Zagreb | 4:1         | 1:2       |

## Poveznice
- 1. HNL 1992./93.
- 2. HNL 1992./93.
- 3. HNL 1992./93.
- 4. rang HNL-a 1992./93.
- 5. rang HNL-a 1992./93.
- 6. rang HNL-a 1992./93.
- 7. rang HNL-a 1992./93.
- Ostale lige 1992./93.